# Acopán
Acopán (también escrito Acopan-tepui o Tepuy Acopán) es un tepuy o meseta con caídas abruptas que se eleva hasta 2112 metros de altura localizado en el estado Bolívar, al sureste del país suramericano de Venezuela. El tepuy pertenece al macizo de Chimanta en el Escudo Guayanés, y es parte del área protegida más importante de Venezuela, el Parque nacional Canaima. Fue escalado por primera vez en 2002 por un equipo italo-venezolano. Es una formación de arenisca de al menos unos 1.700 millones de años de antigüedad. Las leyendas de los pemones, que son la etnia que habita en los alrededores, dicen que el cielo se obscurece y empieza a llover si alguien extraño se acerca al tepuy.